# Edrei (Baszan)
Edrei, Adraa (hebr. ‏אֶדְרֶעִי‎) – miejscowość w Baszanie. Nazwa poświadczona przez Księgę Liczb, według której w pobliżu Edrei miała miejsce bitwa, w której Mojżesz pokonał króla Baszanu Oga. W III wieku, w okresie rzymskiej dominacji na Wschodzie, Edrei miało status polis. Według Euzebiusza z Cezarei Edrei było zlokalizowane w Arabii około 36 km od Bostry. Przez badaczy miejscowość jest utożsamiana z syryjską Darą.